# Вахтен, Отто Иванович
Отто Иванович Вахтен (нем. Hans Otto von Wachten; 1786—1874) — генерал-лейтенант, начальник штаба 6-го пехотного корпуса и 2-й армии, герой русско-турецкой войны 1828—1829 годов.

## Биография
Родился 24 июня (5 июля) 1786 года. Родители: майор Иоганн Рейнгольд фон Вахтен (1743 — 11.07.1797) и Фридерика Элизабет Катарина, урожденная баронесса фон Унгерн-Штернберг (1751—1823); поженились 26 марта 1777 года.
В военную службу вступил в 1803 году.
В 1812 году Вахтен, будучи в чине штабс-капитана, принял участие в Отечественной войне и 25 декабря награждён золотой шпагой с надписью «За храбрость».
В 1813—1814 годах совершил Заграничный поход в Пруссию и Францию. Здесь он также неоднократно отличился и 1 октября 1813 года был награждён орденом Св. Георгия 4-й степени (№ 2687 по кавалерскому списку Григоровича — Степанова)
За отличие в сражении с французами при Кульме.
В 1816 году: 28 января женился на Елизавете фон Унгерн-Штернберг; 24 мая получил должность командира Тобольского пехотного полка.
Вместе с производством в генерал-майоры 25 ноября 1819 года был назначен начальником штаба 6-го пехотного корпуса.
В 1828—1829 годах Вахтен сражался с турками на Дунае; в марте 1829 года руководил обороной крепости и порта Созополь; 5 октября 1829 года получил орден Св. Георгия 3-й степени (№ 418 по кавалерским спискам)
В воздаяние храбрости и отличия, оказаннаго в сражениях против турок в войну 1829 года, мая 5 и 25 при Арнаутларе и Невчинской долине и 31 числа при овладении главным редутом при крепости Шумле.
22 сентября 1829 года был произведён в генерал-лейтенанты и назначен исправляющим должность начальника главного штаба 2-й армии.
Среди прочих наград он имел ордена Св. Анны 1-й степени и Св. Владимира 3-й степени.
В начале 1835 года вышел в отставку. Скончался 15 (27) июля 1874 года в Ревеле.